# Mogera imaizumii
Mogera imaizumii — вид ссавців родини кротових (Talpidae). Є ендеміком Японії. Попри те, що вони вимерли в центрі Токіо, їх можна знайти на території Імператорського палацу. Він населяє луки та оброблені поля на низинах до лісів на горах і поширений на низьких алювіальних рівнинах з м`якими глибокими ґрунтами.
Для цього виду немає великих загроз. Відомо, що він присутній на заповідних територіях.